# Nezuci
Nezuci är en ort i Bosnien och Hercegovina.   Den ligger i entiteten Republika Srpska, i den östra delen av landet, 70 km öster om huvudstaden Sarajevo. Nezuci ligger 367 meter över havet och antalet invånare är 119.
Terrängen runt Nezuci är kuperad åt sydost, men åt nordväst är den bergig. Nezuci ligger nere i en dal. Närmaste större samhälle är Višegrad, 1,5 km nordost om Nezuci. 
I omgivningarna runt Nezuci växer i huvudsak blandskog. Runt Nezuci är det ganska tätbefolkat, med 67 invånare per kvadratkilometer.